# قطعنامه ۱۹۷۴ شورای امنیت
قطعنامه ۱۹۷۴ شورای امنیت سازمان ملل متحد که در تاریخ ۲۲ مارس ۲۰۱۱ تصویب شد، سندی بین‌المللی دربارهٔ بررسی وضعیت افغانستان است. این قطعنامه طی نشست ۶۵۰۰ام با ۱۵ رای موافق، ۰ مخالف و ۰ ممتنع تصویب شد.